# Batman: Hush (película)
Batman: Hush es una película animada estadounidense de 2019 producida por Warner Bros. Animation y distribuido por Warner Bros. Basada en la historia Batman: Silencio y es la décima tercera entrega  del Universo de Películas Animadas de DC y la trigésima quinta  película del DC Universe Animated Original Movies. La película sigue a Batman enfrentando a una nueva amenaza  que se hace llamar Hush, un enemigo que sabe todos los secretos de Batman.

## Argumento
Tras rescatar a un niño secuestrado por Bane, Batman se encuentra con Lady Shiva, quien le pide ayuda para descubrir a un intruso que ha utilizado el Pozo de Lázaro. Batman acepta para, poco después, tener que salir a la caza de Catwoman, quien se ha hecho con el rescate que Bane había exigido a cambio del muchacho. Mientras la persigue, un pistolero enmascarado rompe de un disparo la cuerda con la que estaba propulsándose, haciendo que caiga y se golpee duramente contra la acera. Aunque Catwoman lo rescata de una pandilla de criminales que intentaban desenmascararlo, Batgirl consigue ahuyentar a la mujer gato y llevar al hombre murciélago de regreso a la Baticueva. Alfred y Nightwing idean una coartada para explicar cómo Bruce Wayne sufrió la fractura en el cráneo, a la vez que el mayordomo se pone en contacto con el doctor Thomas Elliot, renombrado neurocirujano y amigo de la infancia de Bruce Wayne. Pese a las indicaciones médicas, el protagonista decide volver a vestirse de Batman dos semanas antes de los aconsejado. Alfred le hace entrega de un nuevo traje a prueba de balas, que posee una capucha acolchada para una mejor protección del cráneo. Entretanto, Catwoman ha entregado el rescate a Hiedra Venenosa, quien la estaba controlando gracias a un beso hipnótico. El pistolero enmascarado que disparó a Batman se encara a Ivy para ofrecerle Kryptonita.
Batman ayuda a Amanda Waller a recuperar a Bane de la custodia policial a cambio de información. Ella usa los tranquilizantes especiales que él le suministró para evitar que escapara de su traslado desde la prisión de Penitenciaría Blackgate y para tomar la custodia de él ella misma, presumiblemente para su Escuadrón Suicida. Batman se une a regañadientes con Catwoman para encontrar a Poison Ivy. Su información los lleva a Metrópolis. Mientras está allí, Batman se enfrenta a Lex Luthor, ahora miembro en período de prueba de la Liga de la Justicia después de ayudarlos a derrotar a Cyborg Supermán, Sobre la información en una lista de entrega de un compuesto de etileno utilizado por Ivy. Ivy usa lápiz labial de Kryptonita para tomar el control de Supermán y le ordena que mate a Catwoman y Batman. Catwoman amenaza con empujar a Lois Lane por un edificio para liberar a Supermán del control mental. Selina interroga a Ivy, quien revela que fue contratada por un misterioso justiciero que se hace llamar " Hush".
Hush luego secuestra al  Joker para persuadir a Harley Quinn de que ataque una ópera a la que asisten Bruce, Selina y Thomas, lo que le permite asesinar a este último en el exterior e incriminar al Joker, lo que enfurece a Batman. . Tras el arresto del Joker y el funeral de Thomas, Bruce deduce que Hush sabe que es Batman. Mientras patrulla, Hush capta la atención de Batman y lo enfrenta, aunque Hush lo engaña usando espejos. Luego amenaza con lastimar a todos los que están cerca de él, lo que llevó a Batman a revelar su identidad a Catwoman. Bruce lleva a Selina a la Baticueva, donde conoce a Dick Grayson y Alfred, y se entera del hijo de Bruce  Damian. Los dos se convierten en una pareja que lucha contra el crimen, pero Hush luego atrae a Dick y Selina a la tumba de Thomas, donde son atacados por el El Espantapájaros. Dick queda incapacitado por la toxina del miedo de Scarecrow, a lo que Catwoman lo envía a la baticueva, para después ser secuestrada por el Espantapájaros
Poco después, el Comisionado  James Gordon informa a Bruce de un robo en la oficina de Thomas. Mientras investiga, Batman descubre que uno de los pacientes de Thomas era alguien que usaba el alias de inventor de crucigramas Arthur Wynne, lo que lo lleva a sospechar que Riddler estaba detrás del robo. Mientras interroga a Riddler en Arkham Asylum, Batman se da cuenta de que en realidad es Clayface disfrazado, y se entera de que Riddler era Hush todo el tiempo, después de haber usado el Lazarus Pit para curar su tumor cerebral inoperable y conocer la identidad secreta de Batman. . Luego deduce que Arthur Wynne era solo un anagrama de la fábrica donde Selina está cautiva.
Batman encuentra la fábrica y se enfrenta a Hush / Riddler, que se debilita a medida que los efectos del Lazarus Pit desaparecen. Batman libera a Selina y derrotan a Riddler, quien casi cae y muere. Batman lo atrapa con una línea de agarre, pero cuando Selina se da cuenta de que Batman se quedaría allí e intentaría salvar a Riddler a pesar de que el edificio estaba a punto de explotar, ella corta la línea y deja que Riddler caiga y muera. Ella y Batman discuten cuando llegan a un lugar seguro y decide cancelar su relación con Bruce debido a sus códigos morales.

## Reparto de voz
| Actor de voz      | Carácter                           |
| ----------------- | ---------------------------------- |
| Jason O'Mara      | Bruce Wayne / Batman               |
| Jennifer Morrison | Selina Kyle / Catwoman             |
| Jerry O'Connell   | Kal-El / Clark Kent / Supermán     |
| Rebecca Romijn    | Lois Lane                          |
| Maury Sterling    | Thomas Elliot                      |
| Rainn Wilson      | Lex Luthor                         |
| Sean Maher        | Dick Grayson / Nightwing           |
| Peyton R. List    | Barbara Gordon / Batgirl           |
| Bruce Thomas      | James Gordon                       |
| Stuart Allan      | Damian Wayne                       |
| James Garrett     | Alfred Pennyworth                  |
| Geoffrey Arend    | Edward Nygma / Riddler / Hush      |
| Vanessa Williams  | Amanda Waller                      |
| Jason Spisak      | El guasón                          |
| Adam Gifford      | Bane Clayface                      |
| Peyton List       | Pamela Isley / Hiedra Venenosa     |
| Sachie Alessio    | Lady Shiva                         |
| Hynden Walch      | Harleen Quinzel / Harley Quinn     |
| Chris Cox         | El Espantapájaros / Jonathan Crane |
| Tara Strong       | Summer Gleeson                     |

## Lanzamiento
La película tuvo su estreno mundial en la Cómic-con de San Diego el 19 de julio de 2019. La película estuvo disponible a través de streaming el 20 de julio de 2019. Y lanzada en 4K UHD Blu-ray, Blu-ray y DVD el 6 de agosto de 2019.

## Nota
1. ↑   Como se muestra en   Reign of the Supermen .